# Звучна задвенечна шипяща проходна съгласна
Звучната задвенечна шипяща проходна съгласна е вид съгласен звук, използван в много говорими езици. В Международната фонетична азбука той се отбелязва със символа ʒ. В българския език е звукът, обозначаван с „ж“.
Звучната задвенечна шипяща проходна съгласна се използва в езици като английски (vision, [ˈvɪʒən]), немски (Garage, [ɡaˈʁaːʒʷə]), нидерландски (garage, [ɣäˈräːʒə]), френски (jour, [ʒuʁ]).